# 布朗德謝隆山
45°59′35.5″N 7°25′1.67″E / 45.993194°N 7.4171306°E

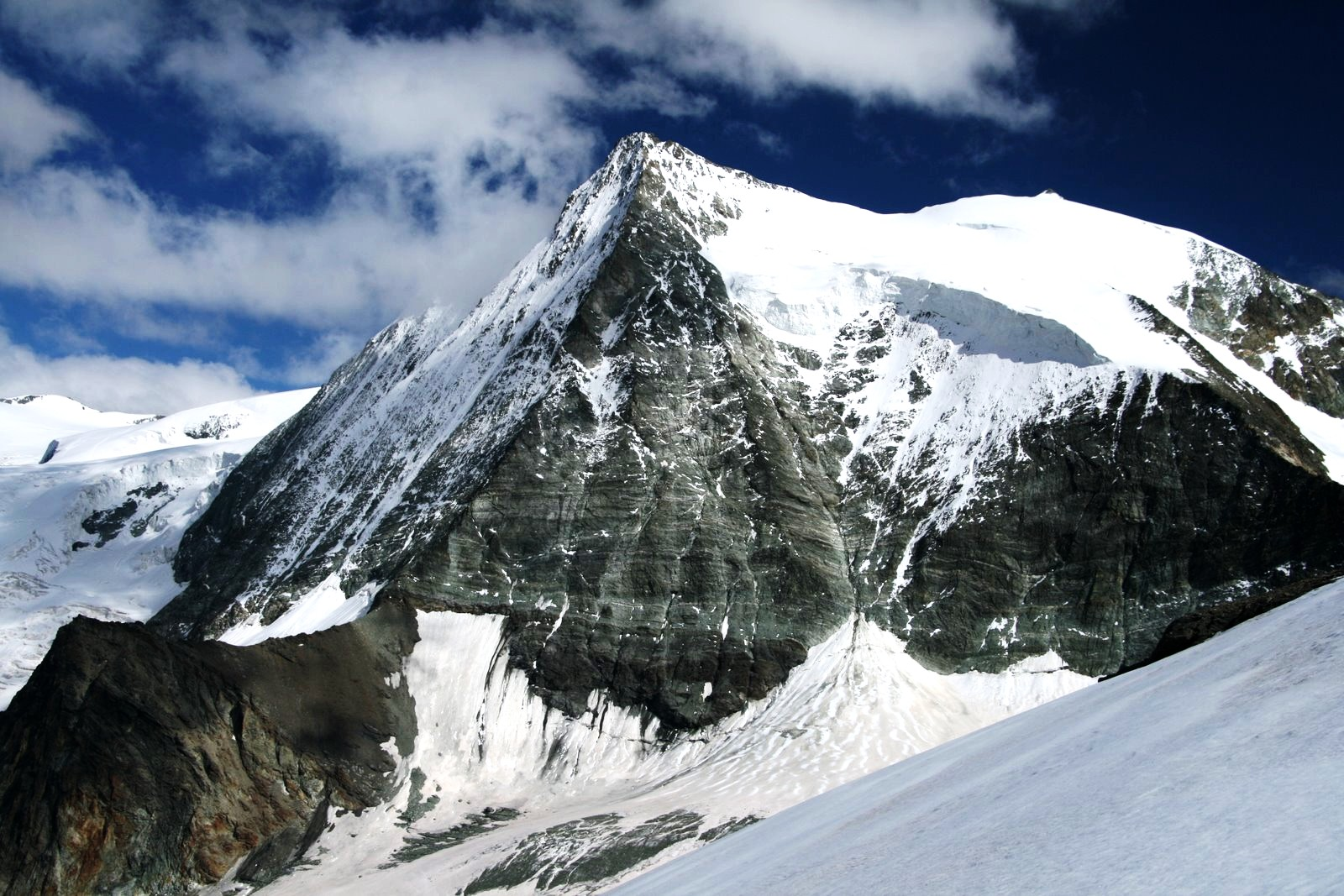

布朗德謝隆山（Mont Blanc de Seilon），是瑞士的山峰，位於該國西南部，由瓦萊州負責管轄，屬於本寧阿爾卑斯山脈的一部分，距離拉魯伊內泰山2公里，海拔高度3,870米。